# Walter Rodney
Walter Anthony Rodney (Georgetown, 23 de marzo de 1942 - Georgetown, 13 de junio de 1980) fue un historiador, activista político y académico guyanés. Entre sus obras destacadas se incluye Cómo Europa subdesarrolló a África, publicado por primera en 1972. Fue asesinado en 1980.

## Biografía
Nació en 1942 en una familia de clase trabajadora en Georgetown, Guyana. Estudió en University College of the West Indies en 1960 y obtuvo una licenciatura con honores de primera clase en historia en 1963. Obtuvo un doctorado en Historia Africana en 1966 en la Escuela de Estudios Orientales y Africanos de Londres, Inglaterra, a la edad de 24 años. Su disertación, que se centró en la trata de esclavos en la costa superior de Guinea, fue publicada por Oxford University Press en 1970 con el título A History of the Upper Guinea Coast 1545-1800 y fue ampliamente aclamada por su originalidad al desafiar la sabiduría convencional sobre el tema.
Viajó mucho y se hizo conocido internacionalmente como activista, académico y orador formidable. Enseñó en la Universidad de Dar es Salaam en Tanzania durante los períodos 1966–67 y 1969–1974 y en 1968 en su alma mater, la Universidad de las Indias Occidentales en Mona, Jamaica. Fue muy crítico con la clase media. por su papel en el Caribe posterior a la independencia. También fue un fuerte crítico del capitalismo y argumentó que sólo bajo "la bandera del socialismo y a través del liderazgo de las clases trabajadoras" África podría romper con el imperialismo.
El 15 de octubre de 1968, el gobierno de Jamaica, encabezado por el primer ministro Hugh Shearer, declaró a Rodney persona non grata. La decisión de prohibirle regresar a Jamaica y su posterior despido por parte de la Universidad de las Indias Occidentales, Mona, provocaron protestas de estudiantes y pobres de West Kingston que desembocaron en disturbios, conocidos como los disturbios de Rodney, que resultaron en seis muertos y causando millones de dólares en daños. Los disturbios que comenzaron el 16 de octubre de 1968, desencadenaron un aumento de la conciencia política en todo el Caribe, especialmente entre el sector afrocéntrico rastafari de Jamaica, documentado en el libro de Rodney The Groundings with my Brothers, publicado por Bogle-L'Ouverture Publications en 1969.
Se convirtió en un destacado panafricanista y marxista, y fue importante en el movimiento Black Power en el Caribe y América del Norte. Mientras vivía en Dar es Salaam, influyó en el desarrollo de un nuevo centro de aprendizaje y discusión africanos.
En 1974,regresó a Guyana desde Tanzania. Debía ocupar un puesto como profesor en la Universidad de Guyana, pero el gobierno de Guyana impidió su nombramiento. Cada vez más activo en política, se unió a la Alianza del Pueblo Trabajador (WPA), un partido que ofrecía la oposición más efectiva y creíble al gobierno del Congreso Nacional del Pueblo y cuyo objetivo era "crear conciencia política, reemplazando la política étnica con organizaciones revolucionarias basadas en solidaridad de clase." En 1979, fue arrestado y acusado de incendio provocado después de que dos oficinas gubernamentales fueran quemadas. El juicio fue aplazado tres veces y luego absuelto por falta de pruebas.

## Muerte
El 13 de junio de 1980, fue asesinado en Georgetown, a la edad de 38 años, por un dispositivo de comunicación explosivo colocado en su automóvil, un mes después de regresar de las celebraciones de la independencia de Zimbabue en un momento de intenso activismo político. Le sobrevivieron su esposa Patricia, y tres hijos. Su hermano, Donald Rodney, que resultó herido en la explosión, dijo que un sargento de las Fuerzas de Defensa de Guyana y miembro de la Casa de Israel, llamado Gregory Smith, le había dado a Walter el explosivo que lo mató. Después del asesinato, Smith huyó a la Guayana Francesa, donde murió en 2002.